# 豆果
豆果（）（英: legume）とはマメ科に見られる果実のことであり、1枚の心皮（雌しべを構成する葉的要素）からなり、基本的に果皮が腹縫線（心皮の縁の合わせ目）と背縫線（心皮の中肋部）で裂開して2片に分かれる（図1）。莢果（）ともよばれる。同様な構造をしているが裂開せず、種子を1個ずつ含む単位に分節する果実は節果（）とよばれ、オジギソウやヌスビトハギに見られる。
インゲンマメ、エンドウ、ソラマメ、ダイズ、アズキ、ラッカセイなどさまざまなマメ科植物が人間に利用され、ふつう豆果内の種子（豆）が使われるが、インゲンマメやエンドウなどでは若い果皮が食用とされることがある。

## 定義
豆果（莢果）は1枚の心皮からなる果実であり、基本的に果皮が腹縫線と背縫線に沿って裂開して2片に分かれる（上図1, 下図2a, b）。ただし腹縫線か背縫線の1方でのみ裂開するものもあり、ジャケツイバラやタンキリマメなどの豆果は腹縫線のみで裂開する（下図2c）。またシャジクソウ属やハギ属、エンジュ、イナゴマメの豆果のように裂開しないものもある（下図2d, e）。これらは豆果の定義には合わないが、マメ科の果実は基本的に豆果とよばれる。
豆果などで見られる袋状の果皮は、莢（さや、pod）とよばれることがある。豆果の果皮は、成熟した状態ではふつう乾燥しているが、エンジュやイナゴマメのようにやや多肉質であるものもある（下図2e）。ふつう複数の種子が腹縫線に沿って列んでいるが（下図1a）、種子1個のみを含むものもある（下図2d）。果実内はふつう1室であるが、ゲンゲやオヤマノエンドウでは隔膜によって2室に分かれている。
ラッカセイでは、地上の花が受精後に子房の柄が伸長して雌しべが地中へ潜り込み、豆果となる（下図3a, b）。またラッカセイは、地中に閉鎖花（開花せずに自家受精する花）をつけることもあり、これも地中で豆果となる。ヤブマメでは、通常の花は地上で豆果となるが、地中に閉鎖花をつけ、これが地中で豆果となる。ヤブマメでは地中果が地上果よりも大きく、種子を1個のみ含む。
ウマゴヤシなどの豆果は全体がねじれて巻いており、らせん状豆果（cochlea）ともよばれる（上図3c, d）。

## 節果
マメ科植物の一部は、構造的には豆果と同一（1心皮からなる乾果）であるが裂開せず、1個の種子を含む単位に分節する果実を形成する。このような果実は節果（）（分節果、節莢果; loment, lomentum）、分離した果実（分果）は小節果とよばれる。節果はイワオウギ属、クサネム属、ヌスビトハギ属などに見られる（下図4a–c）。
オジギソウやモダマの節果では、背腹の縫合線が枠となって残り、これ以外の部分が分節する（下図4d, e）。このような節果は、特に有縁節果ともよばれる。

## 種子散布
豆果は、成熟すると左右片が反対方向にねじれて腹縫線と背縫線両方で裂開し、2片に分かれて種子をはじき飛ばすことで種子散布を行うものが多い（自動散布）（上図2b）。このような自動散布は、カラスノエンドウやフジ、カワラツメケイなどに見られる。
ハリエンジュやエニシダ、ネムノキなどの豆果は種子にくらべて扁平な果実の表面積が大きく、種子が放出されずに莢のまま風に吹かれて散布される（風散布）（下図5a）。
ヌスビトハギやフジカンゾウなどでは、果皮表面に微小なカギ毛が密生しており、これによって動物に付着し、散布される（付着散布）（下図5b）。ウマゴヤシなどの豆果には多数の刺が生えており（上図3d）、これで動物に付着して散布される。
エンジュの豆果（上図5c）は裂開せず、果皮（莢）が多肉質になり、動物に食べられて糞として種子が散布される（被食散布）。トキリマメは赤くなった果皮が裂開し、黒く光沢がある種子を露出するが、種子は莢についたままで落下しない（上図5d）。赤と黒の2色効果で目立ち、種子は多肉果のように見えるが可食部はなく、鳥を騙して散布させると考えられている。ノササゲは紫色の果皮が裂開して黒紫色の種子を露出し、これも鳥を騙して散布されると考えられている。
アカシア属、ネムノキ属、エニシダ属などの中には、種子にアリが好む物質からなる付属物（エライオソーム）が付随していることがある（上図5e）。このような種子は、アリによって散布される（アリ散布）。
クサネムは水辺に生育し、その節果（上図4b）の果皮はコルク質であるため水に浮き、水流によって散布される（水流散布）。モダマの節果も水に浮き、海流にのって散布されるが、果皮がとれて種子のみになっても漂流する。

## 人間との関わり
マメ科の中には、インゲンマメ、エンドウ、ソラマメ、ダイズ、アズキ、ツルアズキ、リョクトウ、ヒヨコマメ、レンズマメ、ライマメ、ベニバナインゲン、ラッカセイなど食用として利用されるものが多い。多くの場合、豆果内の種子（豆）が利用されるが、インゲンマメやエンドウなどでは未熟果実の果皮を食用とすることもある（図6）。
スオウやジャケツイバラでは、豆果から得られる色素が染料として利用されることがある。

## ギャラリー

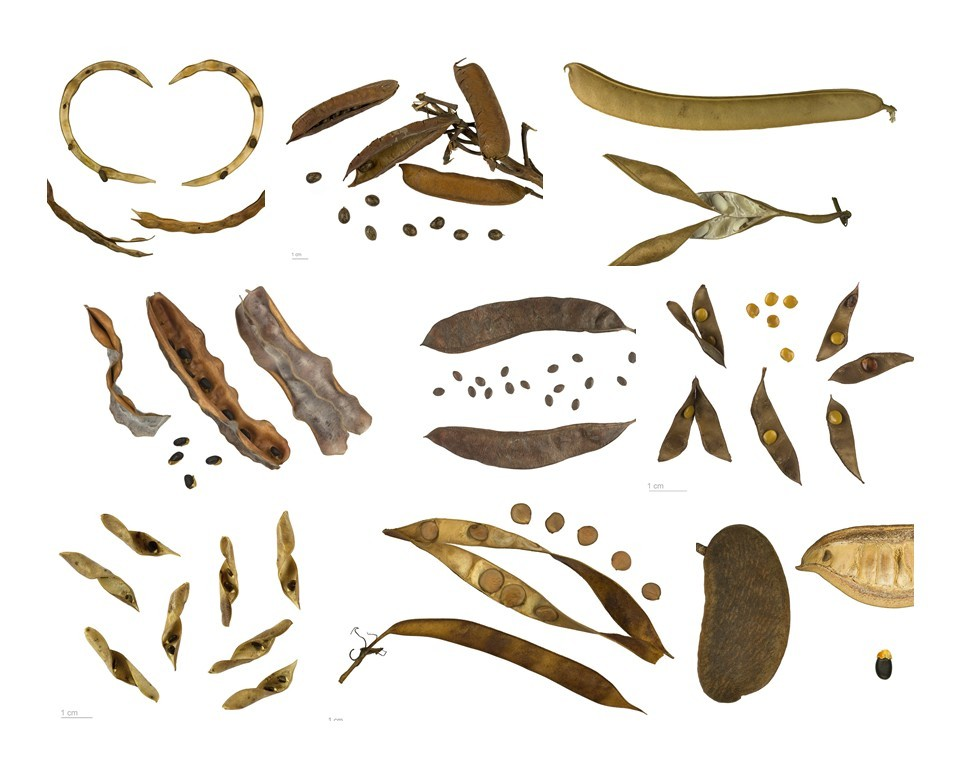
さまざまな豆果とその種子
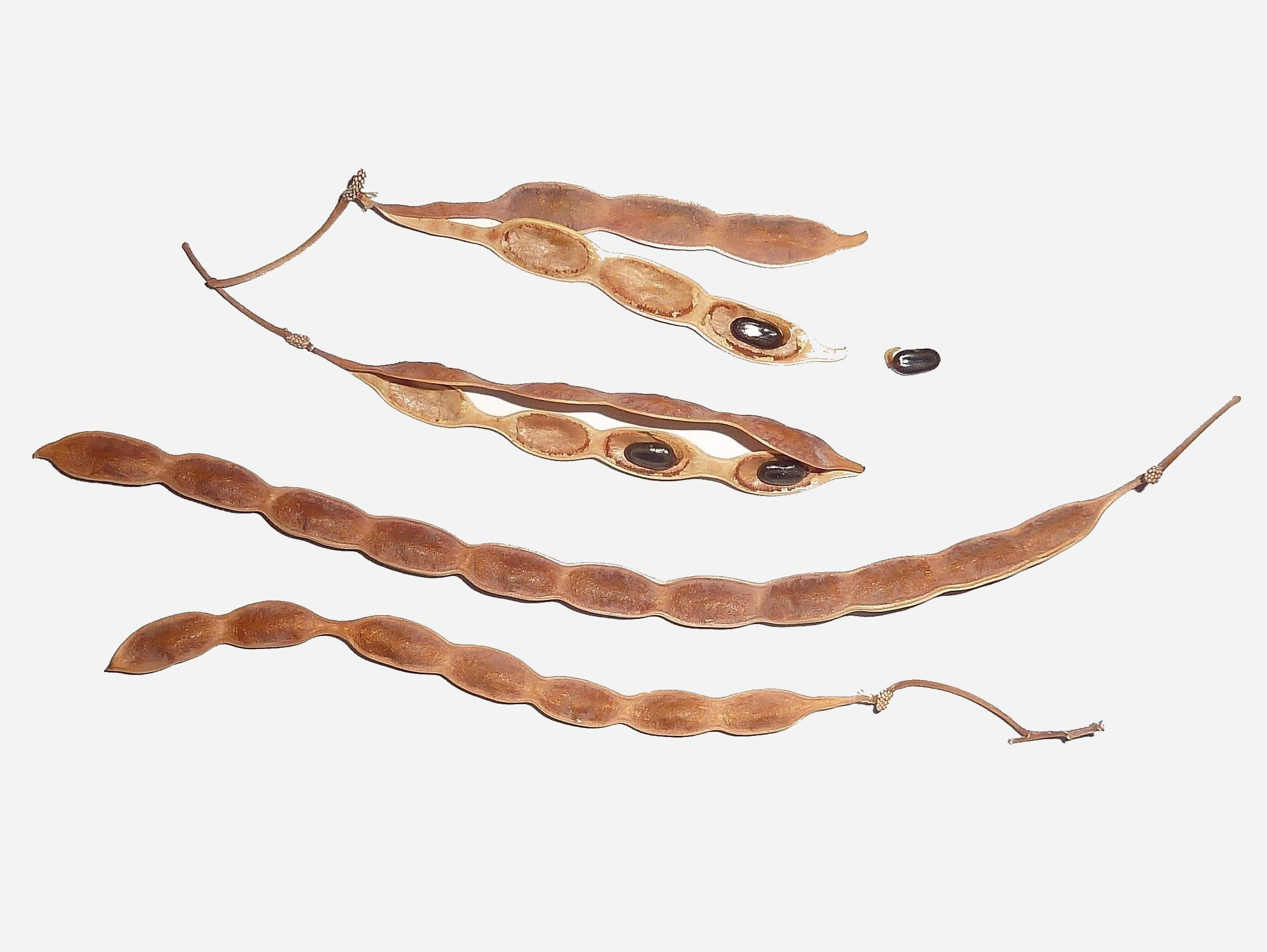
アカシア属の豆果
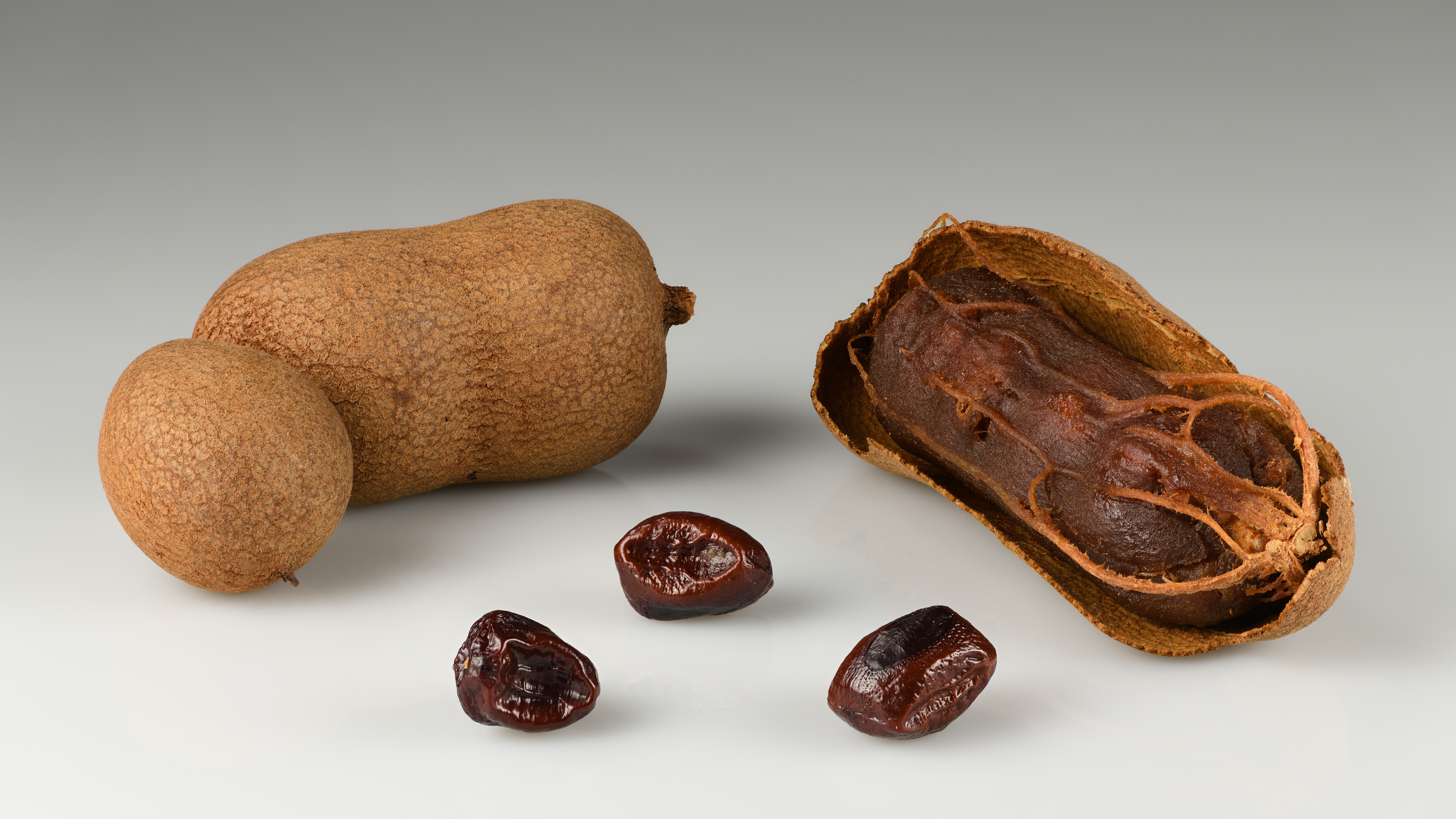
タマリンドの豆果と種子
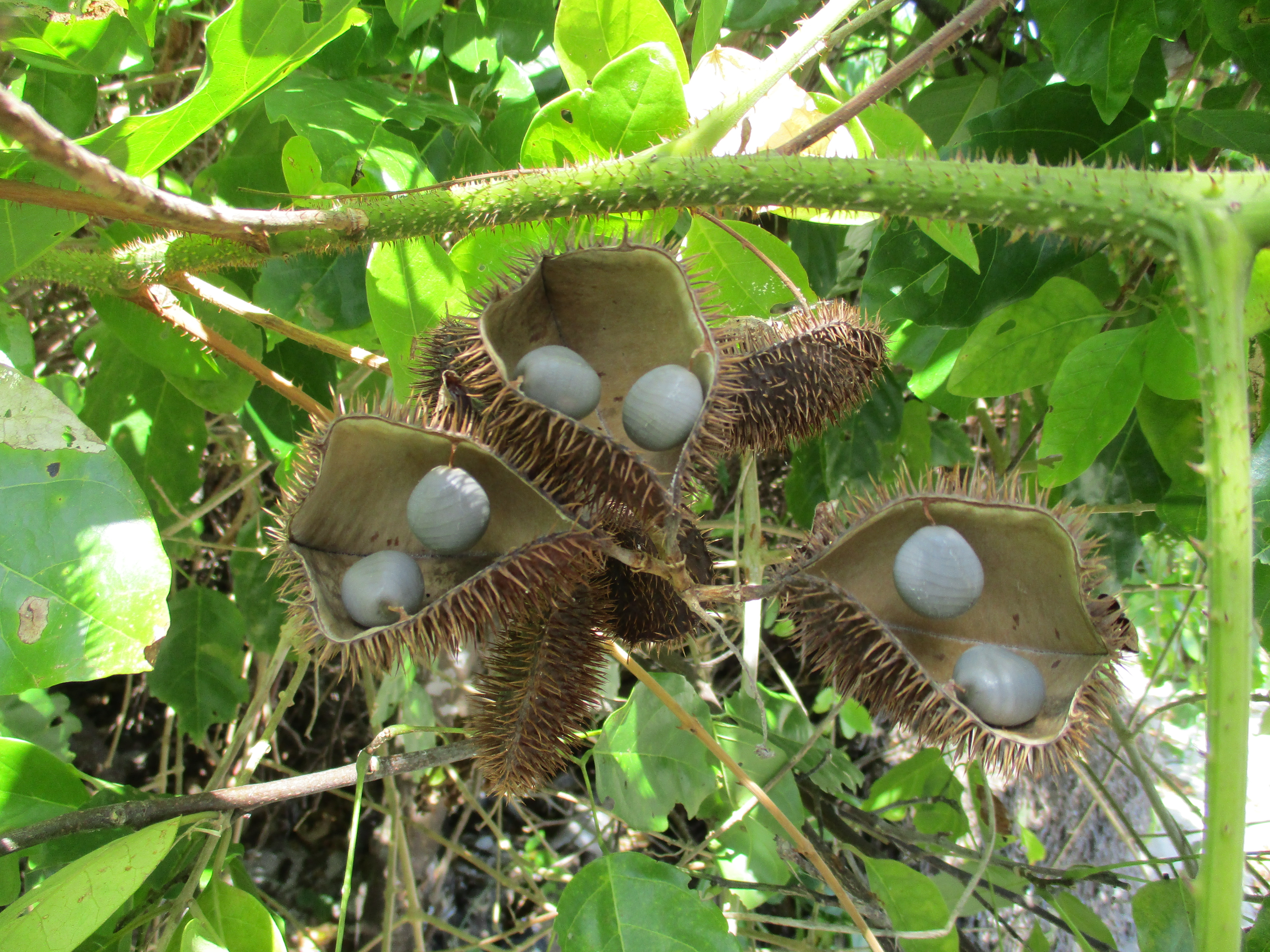
Caesalpinia bonduc の裂開した豆果と種子
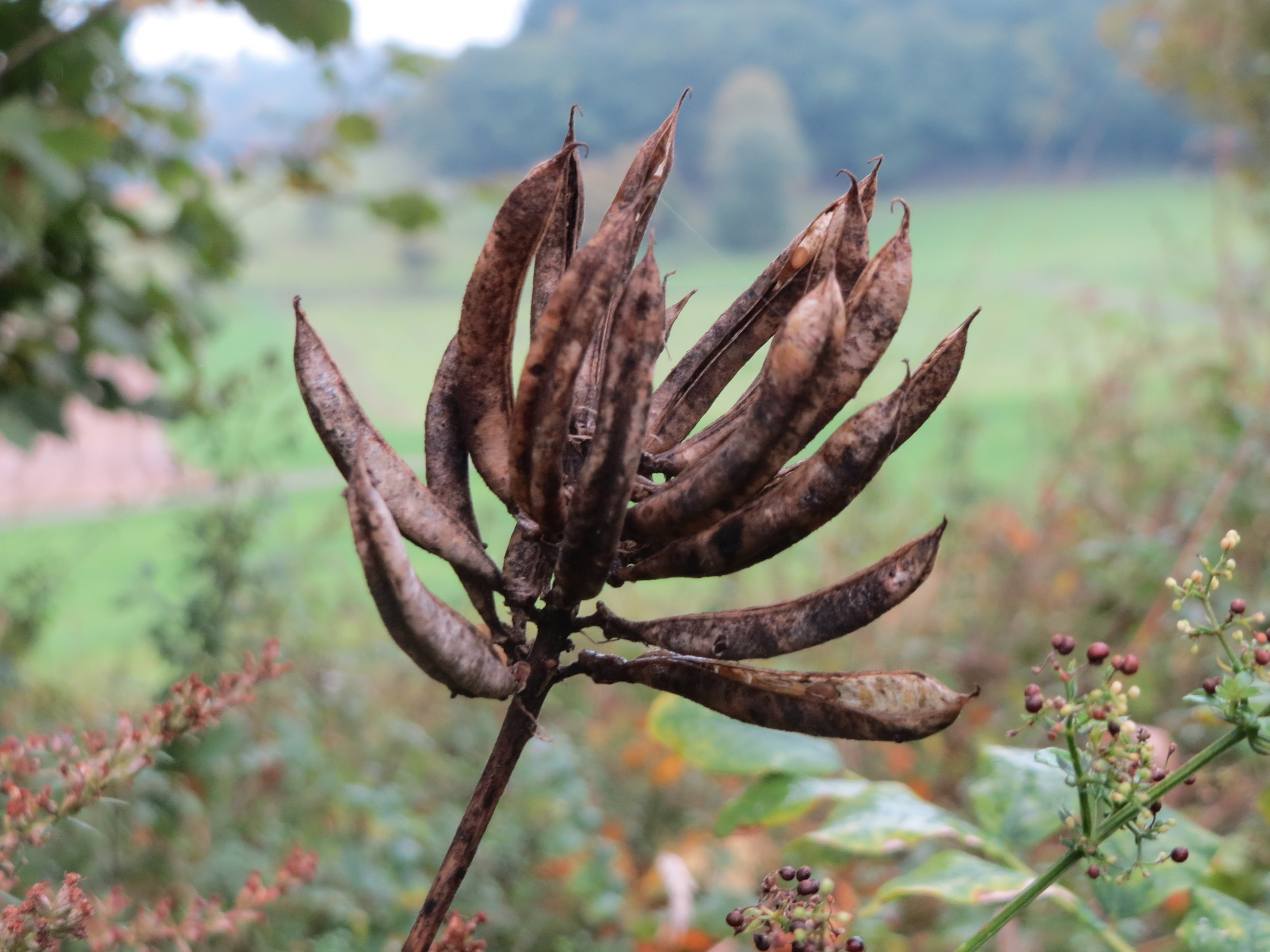
Astragalus glycyphyllos の豆果
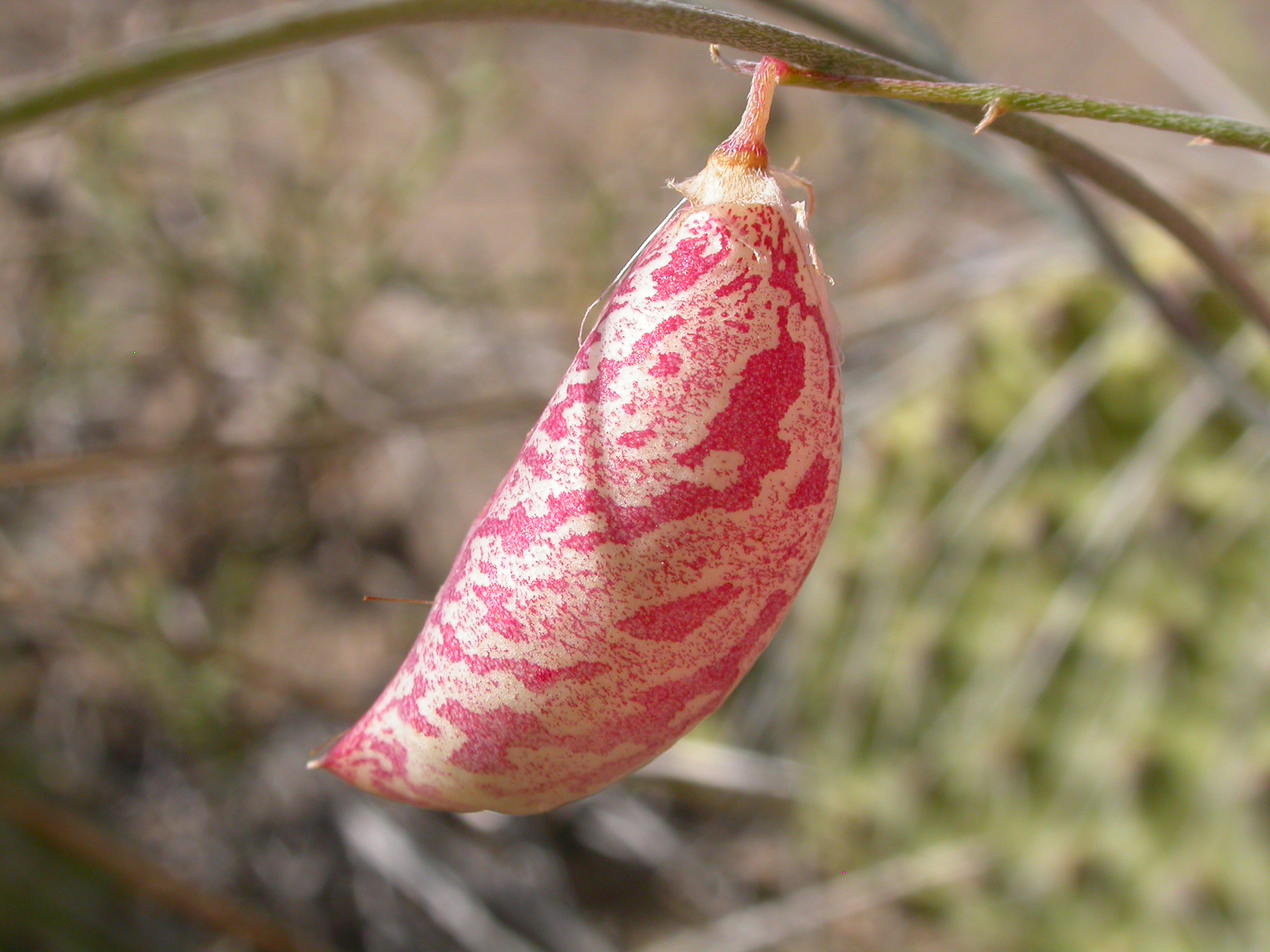
Astragalus ceramicus の豆果
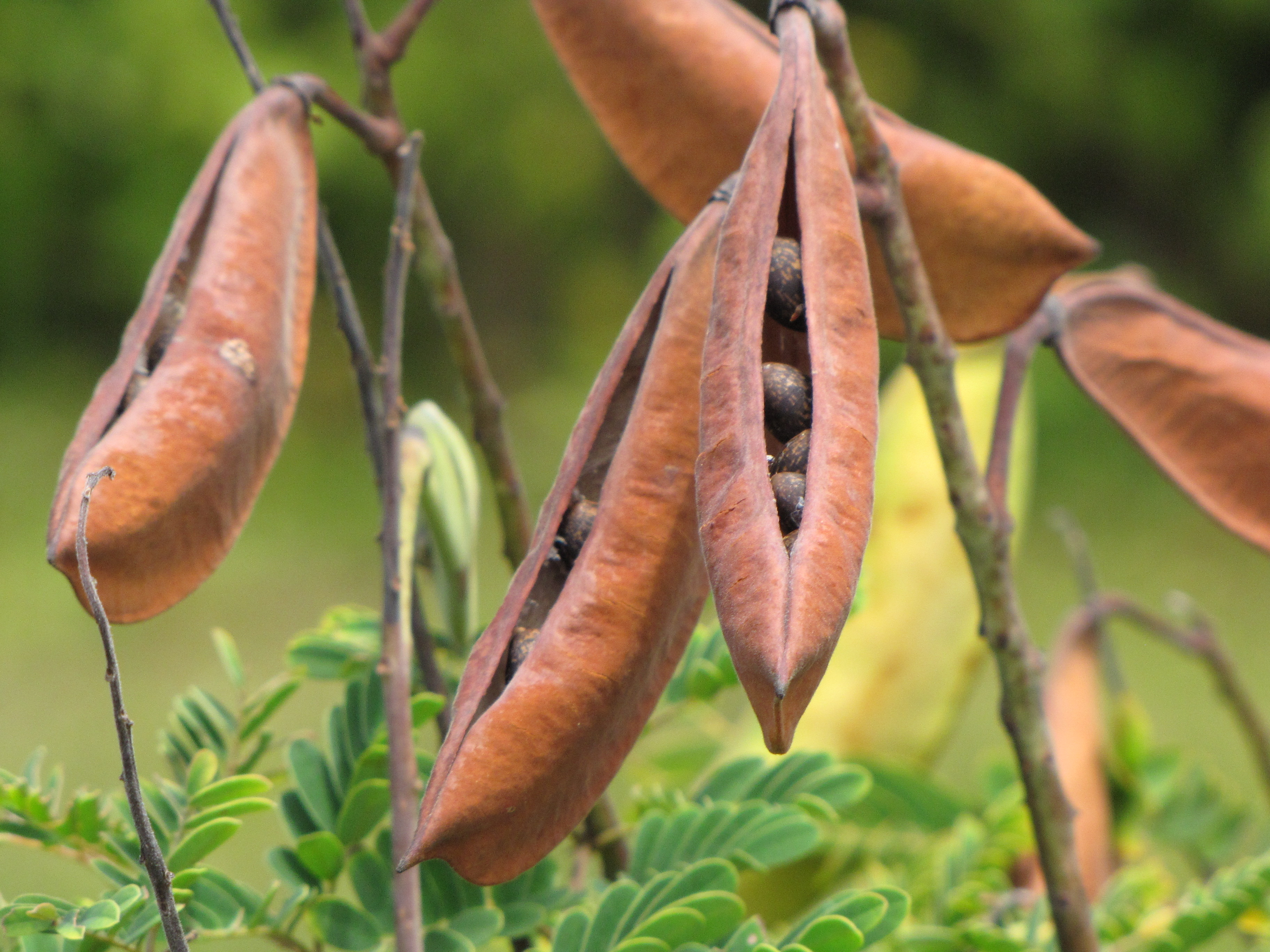
ジャケツイバラの豆果
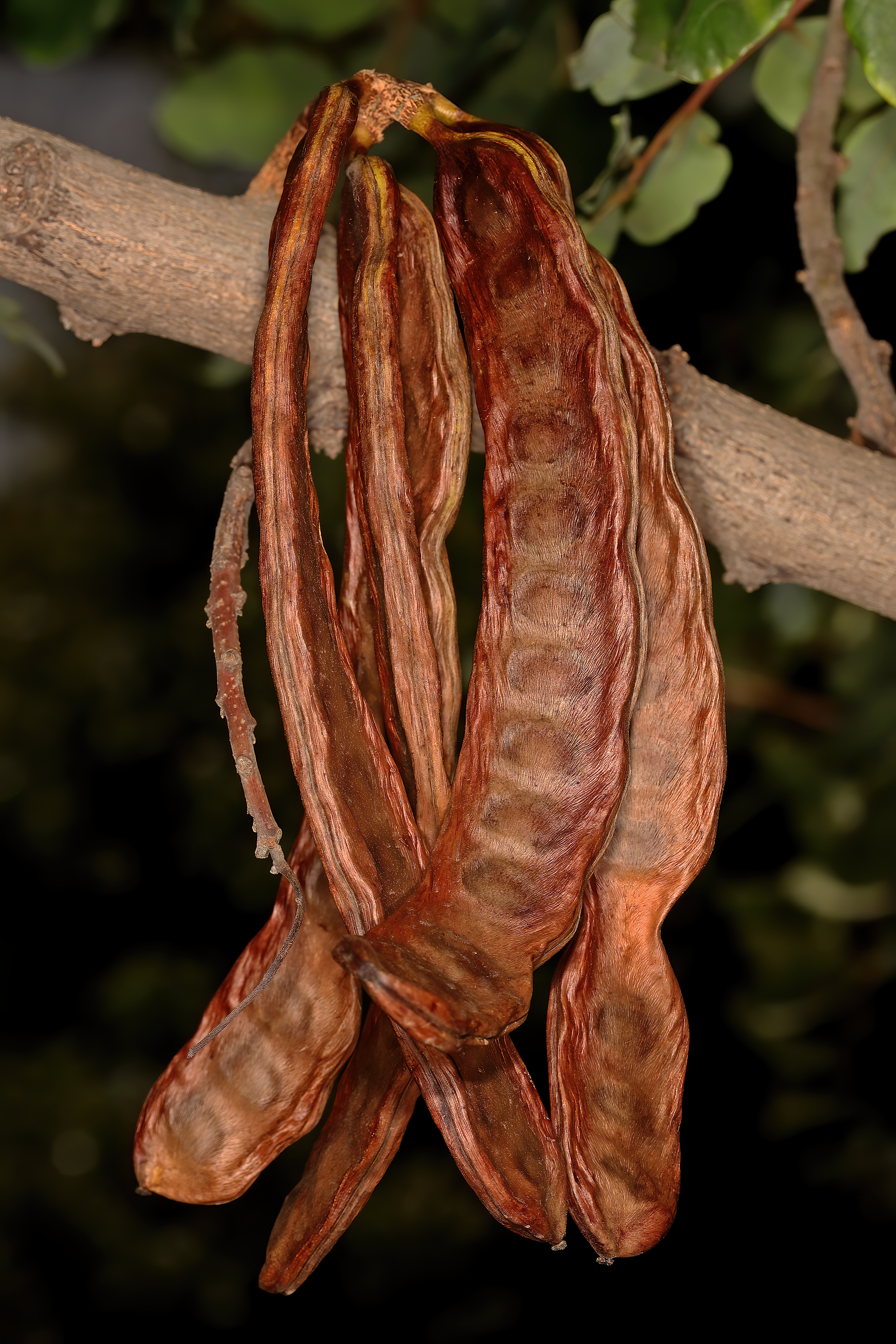
イナゴマメの豆果
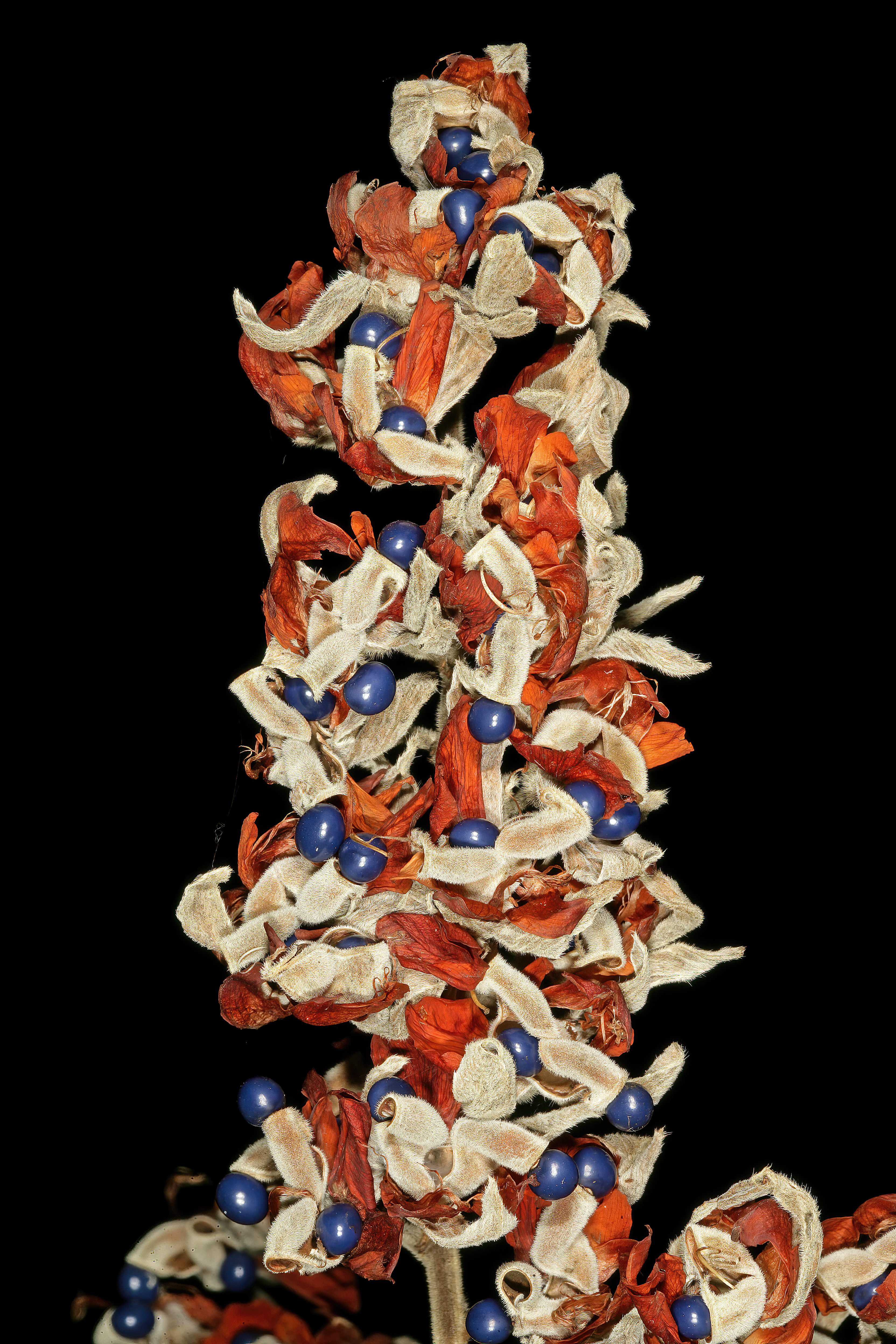
Rhynchosia hirta の裂開した豆果と種子
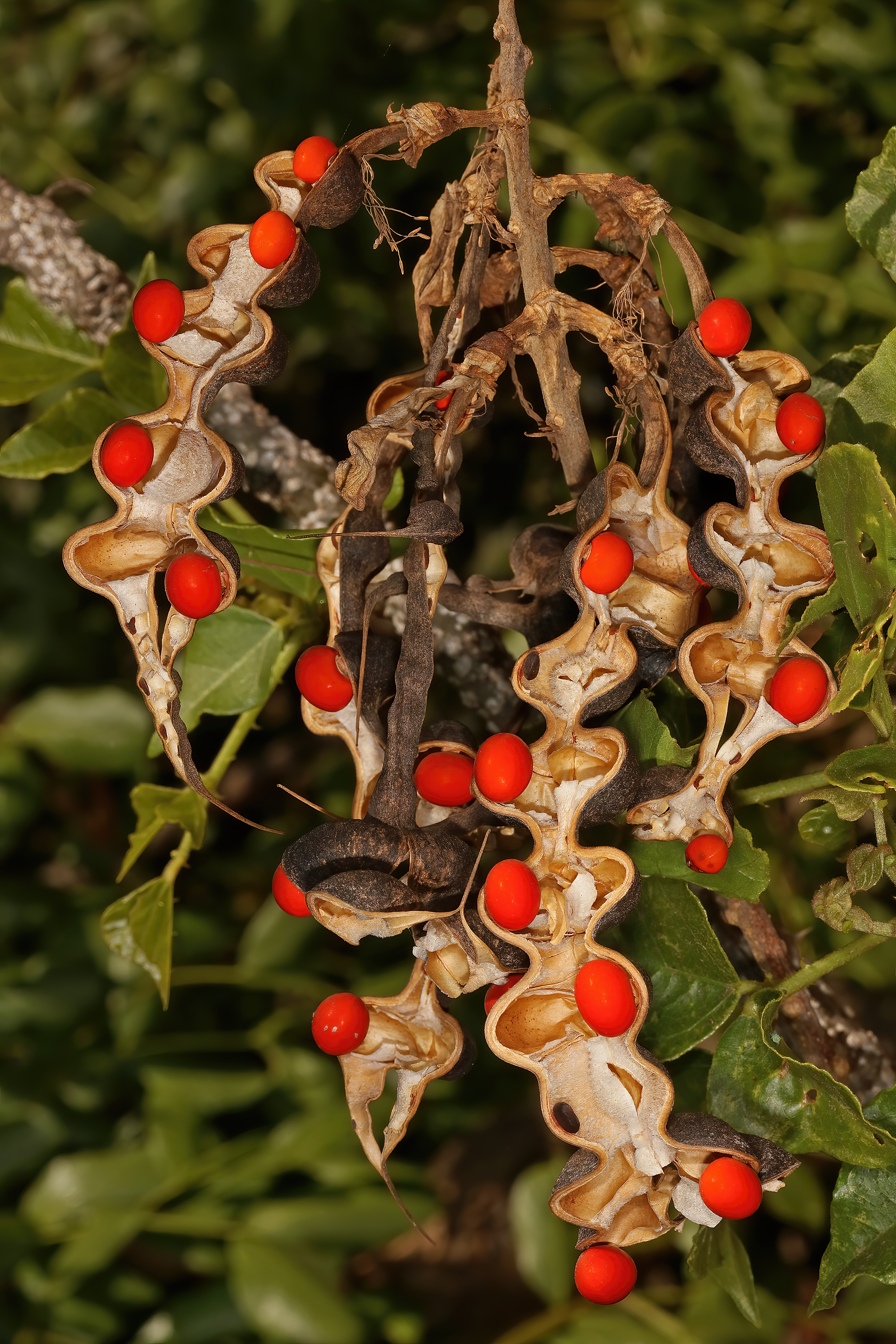
Erythrina lysistemon の裂開した豆果と種子
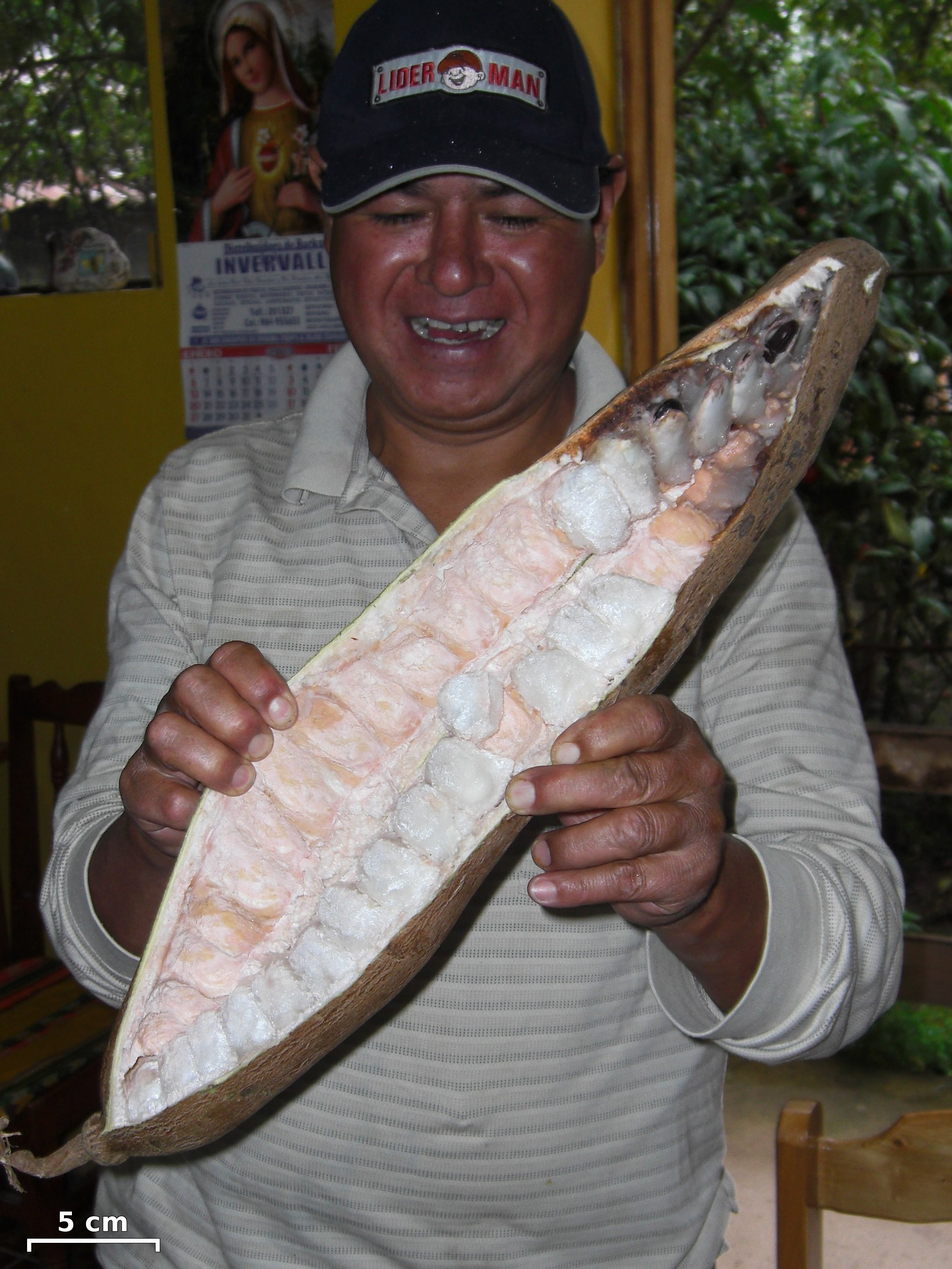
インガ・エドゥリスの豆果
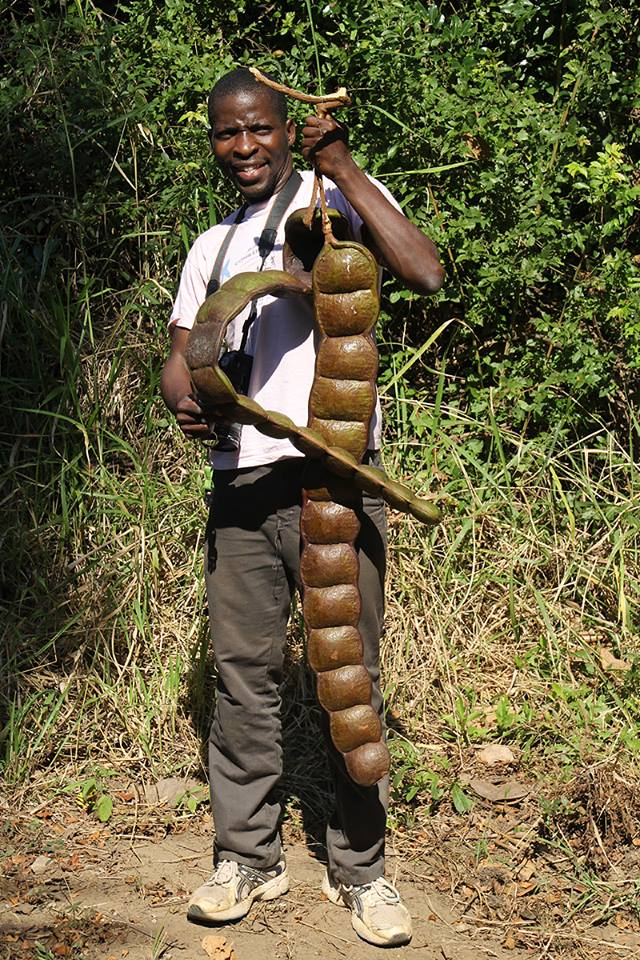
Entada rheedii の節果